# Kamnik pod Krimom
Kamnik pod Krimom – wieś w Słowenii, w gminie Brezovica. W 2018 roku liczyła 965 mieszkańców.